# Metro de Málaga
Metro de Màlaga (oficialment en castellà Metro de Málaga) és una xarxa en construcció de ferrocarril metropolità de tipus lleuger a la ciutat andalusa de Màlaga.
El projecte definitiu de construcció del metro es va aprovar a l'abril de 2005 per part de la Junta de Andalucía, incloent algunes petites modificacions amb respecte al projecte inicial. El 17 de novembre de 2005, la Junta va presentar el projecte constructiu de la línia 2. Aquest projecte no inloia el tram inicial de la línia (des del centre a la Málaga - María Zambrano) a causa d'alguns aspectes que no van ser resolts fins al juliol de 2010.